# Großer Plöner See
Großer Plöner See er en sø i det nordlige Tyskland, beliggende i delstaten Slesvig-Holsten. Den største by ved dens bredder er Plön, som søen har navn efter. Den er delstatens største sø, og den tiende største i Tyskland. Den ligger i Kreis Plön, mens østbredden danner grænse mod kreisen Østholsten. Der er også kort afstand til Segeberg. Som navnet tilsiger, findes der en mindre Plöner See, som er Kleiner Plöner See.
Søen ligger i Naturpark Holsteinische Schweiz.

## Eksterne kilder og henvisninger
- Wikimedia Commons har flere filer relateret til Großer Plöner See
- Großer Plöner See: Charakteristische Daten Arkiveret 4. marts 2016 hos  Wayback Machine udgivet af Ministerium für Energiewende, Landwirtschaft, Umwelt und ländliche Räume Schleswig-Holstein besøgt 5. september 2015
- Turistside Arkiveret 12. oktober 2015 hos  Wayback Machine (tysk, engelsk og dansk)
- Turkort Arkiveret 6. oktober 2007 hos  Wayback Machine